# COVAX-19
COVAX-19 (známá také jako SpikoGen) je rekombinantní vakcína proti covidu-19 na bázi bílkovin (proteinů) vyvinutá biotechnologickou společností Vaxine z jižní Austrálie. Je ve fázi klinického testování ve spolupráci s íránskou společností CinnaGen.

## Lékařské použití
Vyžaduje dvě dávky podané intramuskulární injekcí s odstupem 21 dnů.

## Farmakologie
COVAX-19 je rekombinantní proteinová podjednotka.

## Historie
Vaxine začal pracovat na vakcíně proti covidu-19 v lednu 2020. Po vývoji řady různých typů vakcín se společnost rozhodla zaměřit na vakcínu na bázi rekombinantních proteinů. Fáze 1 lidské studie začala v červnu 2020. Fáze 1 zahrnovala 40 účastníků, z nichž 30 dostalo vakcínu. Zbývajících deset účastníků dostalo solné placebo.
Fáze 2 a 3 klinických studií COVAX-19 probíhají v Íránu na základě dohody o spolupráci. Fáze 2 klinických studií začala v květnu 2021 a fáze 3 byla zahájena v srpnu 2021. Ve fázi 2 bylo 400 íránským dobrovolníkům aplikováno buď placebo, nebo první dávka vakcíny. Pokud budou studie úspěšné, bude vakcína vyráběna pod názvem COVAX-19 v Austrálii a SpikoGen produkována společností Cinnagen v Íránu.

### Oprávnění
6. října 2021 Írán schválil vakcínu pro nouzové použití.